# Archie Manning
Pour les articles homonymes, voir Manning.
College Football Hall of Fame 1989
(en) Statistiques sur pro-football-reference
Elisha Archibald "Archie" Manning III, né le 19 mai 1949, est un joueur de football américain ayant évolué au poste de Quarterback. Il est le père de Peyton et d'Eli Manning.
Il a effectué sa carrière universitaire à l'Université du Mississippi et a joué entre 1968 et 1970 pour les Ole Miss Rebels. Son talent est vite reconnu, et il arrive quatrième en 1969 et troisième en 1970 du vote pour le Trophée Heisman. Il est introduit en 1989 au College Football Hall of Fame.
Il a été sélectionné en 1971 à la deuxième position de la draft par les Saints de La Nouvelle-Orléans, avec lesquels il a joué dix saisons entières jusqu'en 1982. Bien qu'appartenant à une équipe réputée pour sa faiblesse, possédant une des pires lignes offensives de l'époque, qui l'empêchent de signer la moindre saison positive et d'encaisser de nombreux sacks (plaquage du quarterback tandis qu'il tient encore la balle, faisant donc reculer son équipe de plusieurs yards), il acquiert le respect de ses pairs, se voit être invité deux fois de suite au Pro Bowl (en 1978 et 1979) et est désigné Joueur Offensif de la NFC en 1978, malgré un bilan de 7-9. 
Après deux passages, du côté de Houston avec les Oilers, et avec les Vikings du Minnesota, il met fin à sa carrière en 1984. Au total, en 13 saison NFL, il a complété 2011 passes sur 3642, soit un pourcentage de 55.2 %, pour 23 991 yards. Il a également lancé 125 touchdowns pour 175 interceptions. Il détient aussi le record du quarterback ayant le plus faible nombre de victoires en plus de 100 matchs débutés, avec un bilan de 37-101-3 (soit 26.3 % de victoires).